# Don Clarke
Donald Barry Clarke (* 10. November 1933 in Pihama, Neuseeland; † 29. Dezember 2002 in Johannesburg, Südafrika) war von 1956 bis 1964 ein 31-maliger neuseeländischer Rugby-Union-Nationalspieler auf der Position des Schlussmannes. Im neuseeländischen Provinzrugby spielte er für die Waikato RU. Am bekanntesten war er für sein phänomenales Kickspiel, das ihm den Spitznamen The Boot einbrachte. Er war außerdem ein aktiver Cricketspieler.
Clarke hatte vier Brüder namens Ian, Douglas, Brian und Graeme, die ebenfalls alle für Waikato Rugby gespielt haben. In einem einzigen Spiel im Jahr 1961 standen alle Brüder gemeinsam für Waikato auf dem Platz. Ian und Douglas spielten des Weiteren auch noch aktiv Cricket.
Clarke wanderte in den 1970er Jahren nach Südafrika aus und war dort Trainer an der King David Victory Park High School in Johannesburg. Später gründete er dort einen Holzfällerbetrieb.
Im März 2001 wurde bei ihm Schwarzer Hautkrebs diagnostiziert, an dem er knapp ein Jahr später verstarb.

## Rugbykarriere
Clarke wurde 1951 bereits im Alter von 17 Jahren in den Kader der Provinzmannschaft Waikatos berufen. 1956 verhalf er der Mannschaft von Waikato zu einem völlig überraschenden 14:10-Sieg über die südafrikanische Nationalmannschaft, die in diesem Jahr eine Tour nach Neuseeland veranstaltete. Aufgrund seiner guten Leistungen in diesem Spiel wurde er für die letzten beiden Länderspiele gegen Südafrika in den Kader Neuseelands (All Blacks) aufgenommen. Er debütierte im dritten Spiel gegen Südafrika am 18. August, das die Neuseeländer mit 17:10 gewannen. Da die All Blacks auch den vierten und letzten Test gewinnen konnten, gewannen die Neuseeländer die Testserie mit 3:1. Somit gehörte Clarke zu der ersten neuseeländischen Rugbynationalmannschaft, die Südafrika in einer Testserie besiegen konnte.
In seiner gesamten Nationalmannschaftskarriere lief er 89-mal auf und erzielte dabei 781 Punkte, ein neuseeländischer Rekord, der erst 1988 von Grant Fox gebrochen werden konnte. Von seinen gesamten Nationalmannschaftsauftritten waren 31 vollwertige Länderspiele, in denen er 207 Punkte erzielte.
Nach seinem Karriereende trainierte er in den 1960er Jahren die Schulauswahlmannschaften von Waikato.

## Cricketkarriere
Clarke spielte 27 First-Class Cricketspiele als Fast-Medium Bowler, die meisten davon für Auckland und Northern Districts. Insgesamt erreichte er in seiner First-Class Karriere viermal 5 oder mehr Wickets in einem Innings. Sein erfolgreichstes Spiel hatte er im Januar 1963 für Northern Districts gegen Central Districts, als er im 2. Innings 8-37 erreichte, also 8 Wickets für nur 37 gegnerische Runs. Dies war ein neuer Rekord für Northern Districts, der allerdings nur zwei Monate später von Gren Alabaster (8-30) verbessert wurde.